# Windujanten
Windujanten is een bestuurslaag in het regentschap Kuningan van de provincie West-Java, Indonesië. Windujanten telt 2572 inwoners (volkstelling 2010).